# Margherita di Borgogna (1393)
Margherita di Borgogna (8 dicembre 1393 – Parigi, 2 febbraio 1441) era figlia di Giovanni di Borgogna, duca di Borgogna, e Margherita di Baviera. I suoi nonni materni furono  Alberto I di Baviera e Margherita di Brieg.

## Biografia
Venne fidanzata all'età di due anni al Delfino di Francia Carlo (1392-1401), figlio di Carlo VI di Francia, ma a seguito della scomparsa di Carlo in tenera età, sposò il fratello minore del promesso sposo, Luigi. Rimasta vedova nel 1415, sposò Arturo III di Bretagna il 10 ottobre 1423 a Digione. Non ebbe figli da nessuno dei suoi mariti.

## Ascendenza
|                              |                    |                            | Genitori                         |  |  | Nonni |  |  | Bisnonni               |  |  | Trisnonni             |  |
|                              |                    |                            |                                  |  |  |       |  |  | Giovanni II di Francia |  |  | Filippo VI di Francia |  |
|                              |                    |                            |                                  |  |  |       |  |  | Giovanni II di Francia |  |  | Filippo VI di Francia |  |
|                              |                    | Giovanna di Borgogna       |                                  |  |  |       |  |  | Giovanni II di Francia |  |  |                       |  |
| Filippo II di Borgogna       |                    |                            |                                  |  |  |       |  |  | Giovanni II di Francia |  |  |                       |  |
|                              |                    | Bona di Lussemburgo        | Giovanni I di Lussemburgo        |  |  |       |  |  |                        |  |  |                       |  |
|                              |                    | Bona di Lussemburgo        | Giovanni I di Lussemburgo        |  |  |       |  |  |                        |  |  |                       |  |
|                              |                    | Bona di Lussemburgo        | Elisabetta di Boemia             |  |  |       |  |  |                        |  |  |                       |  |
| Giovanni di Borgogna         |                    | Bona di Lussemburgo        |                                  |  |  |       |  |  |                        |  |  |                       |  |
|                              |                    | Luigi II di Fiandra        | Luigi I di Fiandra               |  |  |       |  |  |                        |  |  |                       |  |
|                              |                    | Luigi II di Fiandra        | Luigi I di Fiandra               |  |  |       |  |  |                        |  |  |                       |  |
|                              |                    | Luigi II di Fiandra        | Margherita I di Borgogna         |  |  |       |  |  |                        |  |  |                       |  |
| Margherita III delle Fiandre |                    | Luigi II di Fiandra        |                                  |  |  |       |  |  |                        |  |  |                       |  |
|                              |                    | Margherita di Brabante     | Giovanni III di Brabante         |  |  |       |  |  |                        |  |  |                       |  |
|                              |                    | Margherita di Brabante     | Giovanni III di Brabante         |  |  |       |  |  |                        |  |  |                       |  |
|                              |                    | Margherita di Brabante     | Maria d'Évreux                   |  |  |       |  |  |                        |  |  |                       |  |
| Margherita di Borgogna       |                    | Margherita di Brabante     |                                  |  |  |       |  |  |                        |  |  |                       |  |
|                              | Ludovico il Bavaro | Ludovico II del Palatinato |                                  |  |  |       |  |  |                        |  |  |                       |  |
|                              | Ludovico il Bavaro | Ludovico II del Palatinato |                                  |  |  |       |  |  |                        |  |  |                       |  |
|                              | Ludovico il Bavaro | Matilde d'Asburgo          |                                  |  |  |       |  |  |                        |  |  |                       |  |
| Alberto I di Baviera         | Ludovico il Bavaro |                            |                                  |  |  |       |  |  |                        |  |  |                       |  |
|                              |                    | Margherita II di Hainaut   | Guglielmo I di Hainaut           |  |  |       |  |  |                        |  |  |                       |  |
|                              |                    | Margherita II di Hainaut   | Guglielmo I di Hainaut           |  |  |       |  |  |                        |  |  |                       |  |
|                              |                    | Margherita II di Hainaut   | Giovanna di Valois               |  |  |       |  |  |                        |  |  |                       |  |
| Margherita di Baviera        |                    | Margherita II di Hainaut   |                                  |  |  |       |  |  |                        |  |  |                       |  |
|                              |                    | Ludovico I il Giusto       | Boleslao III il Prodigo          |  |  |       |  |  |                        |  |  |                       |  |
|                              |                    | Ludovico I il Giusto       | Boleslao III il Prodigo          |  |  |       |  |  |                        |  |  |                       |  |
|                              |                    | Ludovico I il Giusto       | Margherita di Boemia             |  |  |       |  |  |                        |  |  |                       |  |
| Margherita di Brieg          |                    | Ludovico I il Giusto       |                                  |  |  |       |  |  |                        |  |  |                       |  |
|                              |                    | Agnese di Sagan            | Enrico IV il Fedele              |  |  |       |  |  |                        |  |  |                       |  |
|                              |                    | Agnese di Sagan            | Enrico IV il Fedele              |  |  |       |  |  |                        |  |  |                       |  |
|                              |                    | Agnese di Sagan            | Matilde di Brandeburgo-Salzwedel |  |  |       |  |  |                        |  |  |                       |  |
|                              |                    | Agnese di Sagan            |                                  |  |  |       |  |  |                        |  |  |                       |  |